# Музей MAS
Музей «ан де Стром» (Museum aan de Stroom, то есть «музей на реке», сокр. MAS) — музейный комплекс в городе Антверпен, открытый для посещения в 2011 году.

## Здание

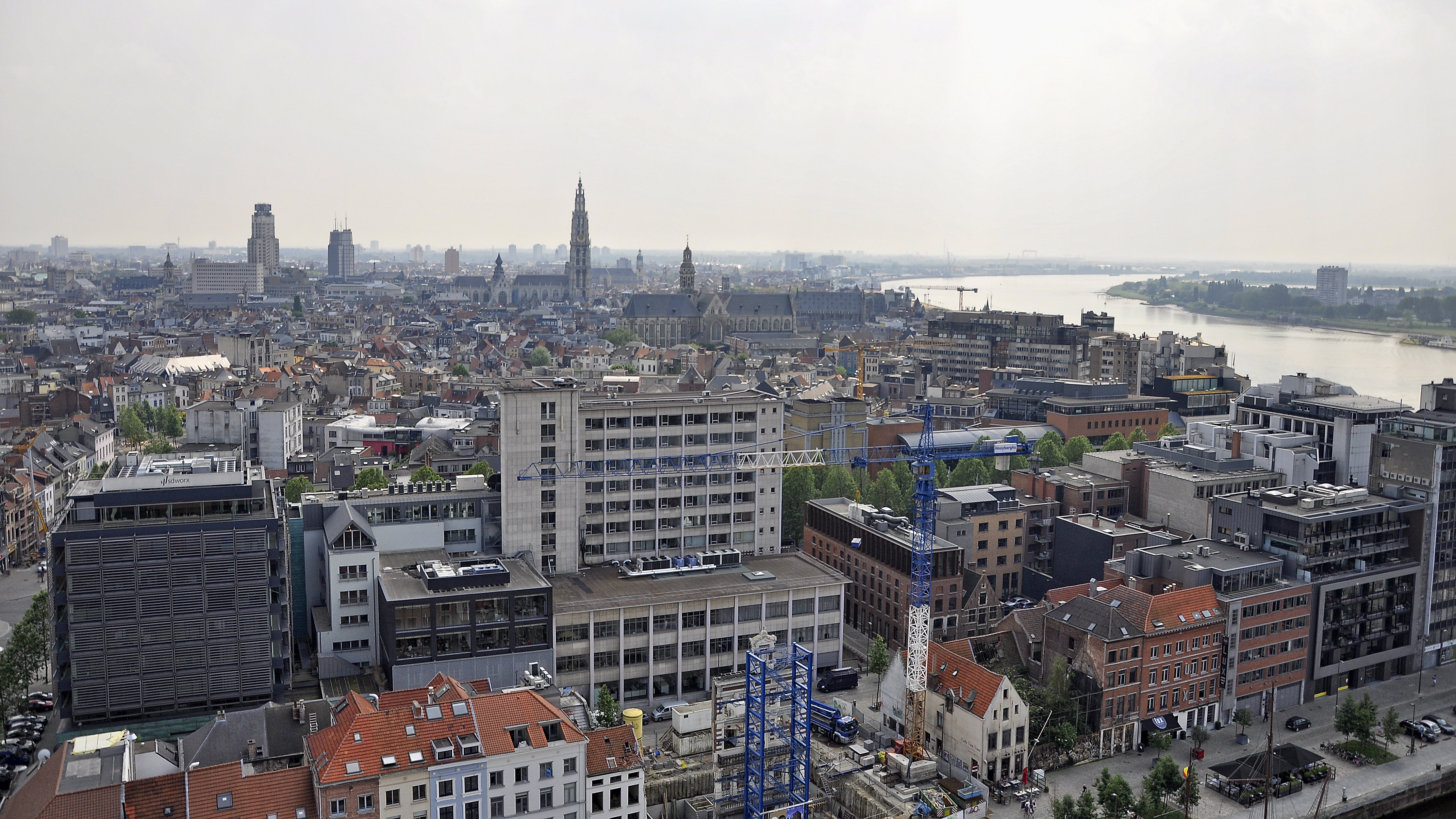
Вид Антверпена с крыши музея

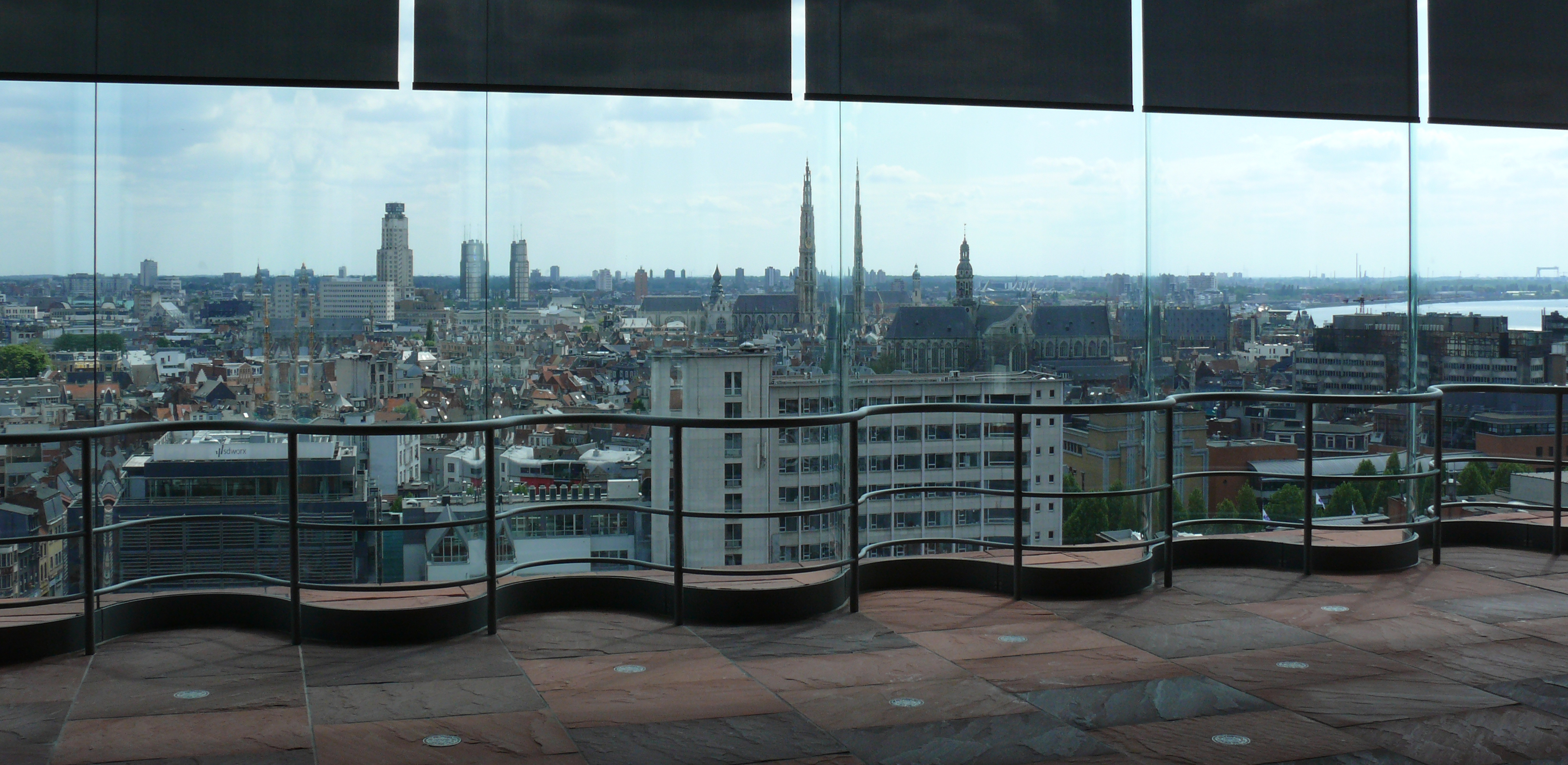
Панорама Антверпена во время открытия 8 мая 2011

В 1999 году был проведён международный конкурс проектов здания нового музея. Сооружение началось в 2006 году на месте заброшенного портового дока. Проект и реализация взяло на себя голландское архитектурное бюро Neutelings Riedijk. Музей был открыт в мае 2011 года.
В качестве строительного материала был использован красный песчаник различных оттенков, привезённый из Индии. Музейные помещения сосредоточены в середине башни, тогда как винтовые лестницы вынесены на фасады прямоугольной постройки. Поэтому естественное освещение имеет только винтовая лестница, огороженная толстым волнистым стеклом без металлической арматуры. Освещение в музейных залах искусственное.
По планам руководства, музей будет работать и вечером, когда музейные залы закроют. Смотровой площадкой в этом случае будет лестница.
В качестве декоративных украшений использованы изображения руки, которыми украшены стены здания. Это напоминание о легенде возникновения города: великан-вор Антигон поселился в дельте реки и мешал купеческим лодкам, которые везли продукты и товары римлянам, которым в те времена принадлежали земли Фландрии. Но римский воин-легионер по имени Сильвиус Брабо убил вора, затем отрезал ему руку и выбросил её в реку. За этот его подвиг провинция получила название Брабант.

## Предшественник музейного учреждения

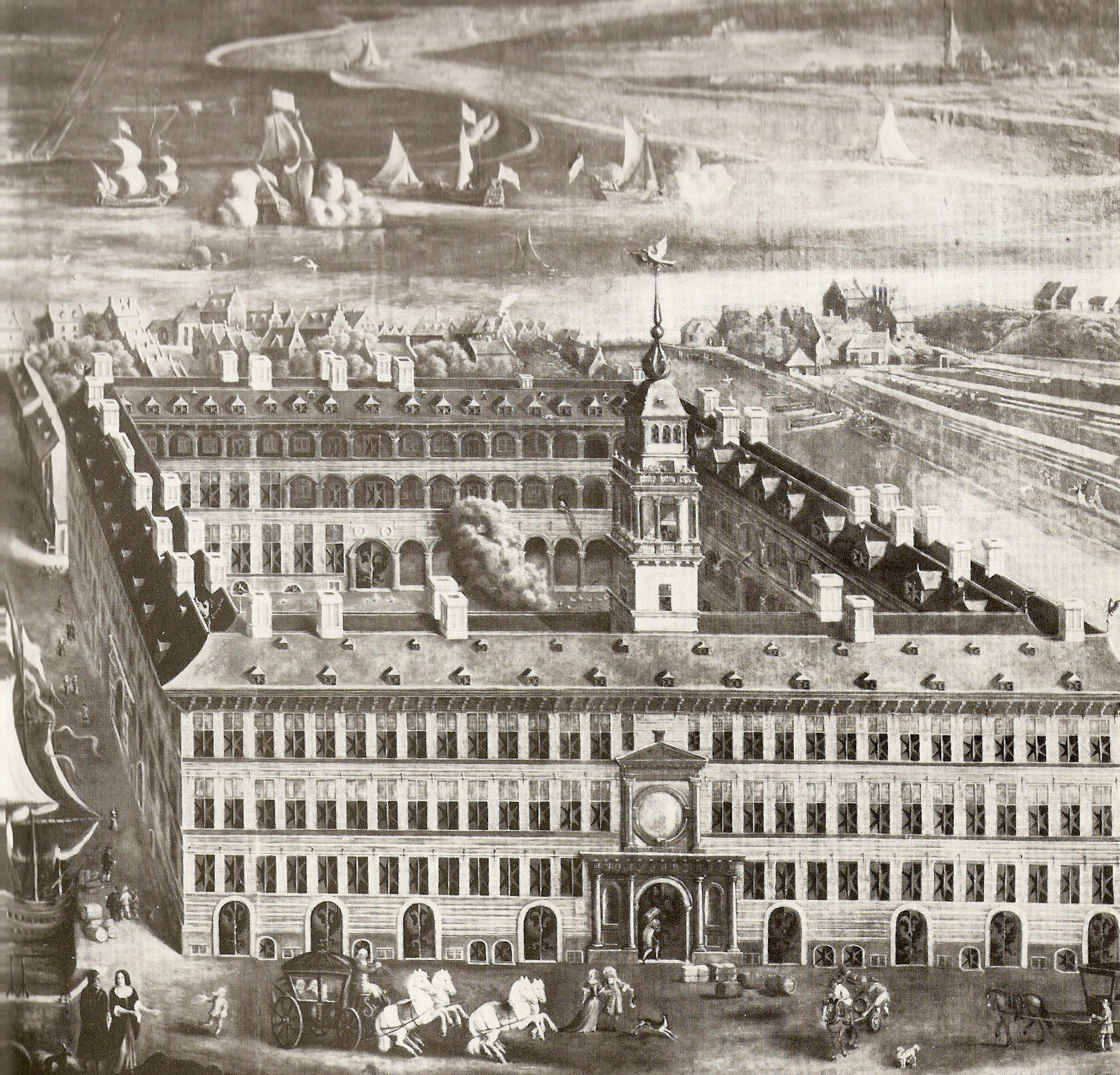
Ганзейский дом, гравюра 1700 года. Разрушенный без восстановления.

Место, где сейчас расположен музей, обжито давно. Здесь стоял величественный Ганзейский дом немецких купцов (так называемый Восточный дом). Именно сюда приходили парусники и лодки с зерном, вывезенным из Прибалтики и славянских земель. Дом имел четырехугольный внутренний двор с аркадами, а парадный фасад украшала башня с барочными крышами и шпилем. Сооружение построили в 1564—1568 гг. по проекту архитектора Корнелиса Флориса де Вриндта. Размеры здания — 60 на 82 метра; дом имел пять этажей (включая подвалы под сооружением, которые служили складами и амбарами). Бурная и драматическая история Антверпена не способствовала ни использованию здания по первоначальному назначению, ни сохранению величественного сооружения вообще. Блокада города испанцами, военные действия, уличные бои, ставшие причиной гибели более восьми тысяч граждан города, что привело к массовой эмиграции в в северные провинции с территорий Фландрии, контролируемых Испанией — драматические страницы истории города.
Ганзейский дом обветшал и использовался в качестве казарм, военного госпиталя. Часть помещений даже стали протестантским храмом. Во время захвата Антверпена воинами Наполеона в 1794, здание снова служило казармой. В 1880 г. сооружение приобрел муниципалитет города и устроил там склады зерна. В 1893 году сооружение настолько пострадало от пожара, что его пришлось снести. Пепелище вновь застроили складом для зерна. Но затем место освободили для музея Museum aan de Stroom.

## Фонды
Музей позиционирует себя как художественный и музей пароходства. Музейные коллекции активно пополняют, чему способствует порт и торговля произведениями искусства. Музей уже имеет несколько частных и государственных собраний, где есть произведения разных стран мира, музейные коллекции Этнографического музея. Среди них — археологические находки, произведения из камня, терракоты, ювелирные украшения и т. п. Общее количество артефактов по состоянию на 2010 год — 6000. Музейные экспозиции расположены на пяти этажах. Археологические находки доколумбовой Америки представлены на восьмом. Третий этаж музея часто служит для временных выставок.